# Quảng trường 1-5

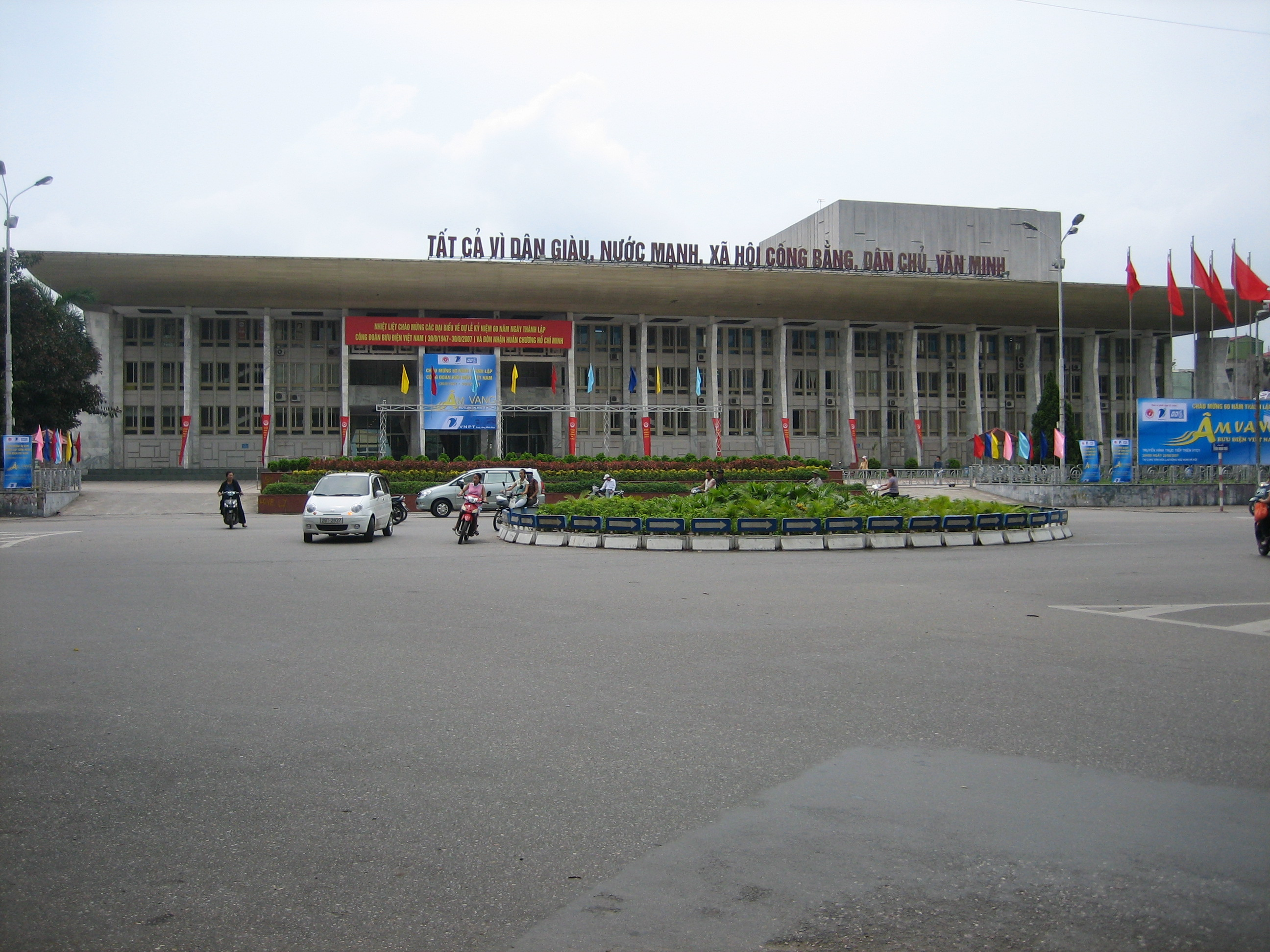
Quảng trường 1-5.

Quảng trường 1-5 (Nederlands: Arbeidersplein 1 mei) is een plein in het district Hoàn Kiếm van Hanoi. Het plein is gesitueerd voor het Cung Văn hóa Hữu nghị, een expositieruimte.
Het plein heeft de naam te danken aan de eerste Dag van de Arbeid, die op 1 mei 1938 hier werd gevierd. Op het plein werd toen een rally gehouden, met meer dan 25.000 deelnemers.